# Assedio di Messina (313 a.C.)
L’Assedio di Messina avvenne tra il 313 e il 312 a.C. ad opera dell'esercito siracusano guidato da Agatocle.
Lo scopo di tale assalto alla polis siceliota era quello di sconfiggere i numerosi esuli siracusani che avevano trovato rifugio in Messina e che da lì potevano organizzare una pericolosa resistenza nei confronti del governo democratico autoritario di Agatocle.
Inoltre, il dinasta siracusano intendeva con questa mossa mettere al potere di Messina un governo democratico approvato da lui stesso; facendo rientrare in città i fuoriusciti oligarchici messinesi.

## Ilcasus belli
Dopo lo scioglimento della lega agrigentina, della quale Messina aveva fatto parte, le ostilità tra Agatocle, tiranno di Siracusa, e i Messinesi non erano cessate. La città dello Stretto si era infatti rifiutata di accettare la pace con Agatocle mediata dai Cartaginesi.
Secondo Diodoro Siculo, che trae la notizia probabilmente da una fonte pro-agatoclea, i patti del 313 a.C. prevedevano che le città oligarchiche estradiassero gli esuli siracusani, mentre invece Messina ospitò, oltre a quelli che già aveva al suo interno dopo il golpe di Agatocle nel 316 a.C., anche la maggior parte di coloro che erano fuoriusciti da Agrigento. Ma in un altro passo precedente dello stesso Diodoro, non si accenna ad una simile clausola, e il contrasto tra le ragioni dei Siracusani e quelle dei Messinesi potrebbe essere stato il casus belli che portò allo scoppio delle aperte ostilità tra le due poleis. Si consideri inoltre che Agatocle aveva già precedentemente attaccato, con le medesime motivazioni (ospitalità e protezione agli oligarchici siracusani), Messina durante due campagne svolte tra il 315 a.C. e il 314 a.C., ma all'epoca dei fatti gli ambasciatori di Cartagine avevano fatto desistere Agatocle dal suo intento.

## L'assedio
Agatocle mandò un suo stratega, Pasifilo, con delle truppe all'interno della Chora messinese; qui i Siracusani fecero bottino e prigionieri e Pasifilo si rivolse direttamente al governo messinese. Pasifilo chiedeva, da una posizione di forza, di accettare la benevolenza di Agatocle e di non fare accordi con i suoi nemici. Messina accetta la proposta, sperando di evitare la guerra. Espelle quindi i fuoriusciti siracusani ed accoglie Agatocle che era già in marcia verso di lei con l'esercito.
Agatocle tiene quindi un'assemblea con il governo messinese e convince i capi a riammettere all'interno della città, e a ridare loro la cittadinanza, tutti gli esuli messinesi - esuli politici di parte democratica - che in quel momento si trovavano tra le file dell'esercito siracusano.
Agatocle una volta che ottenne che il governo di Messina passasse nelle mani dei suoi, senza per altro violare la clausola sull'autonomia (imposta da Cartagine nel medesimo trattato del 313 a.C.), fece eliminare tutti coloro che si erano opposti al suo volere: Diodoro informa che quel giorno 600 tra Messinesi e Tauromeniti (poiché nel mentre Agatocle aveva espugnato anche il governo di Taormina) vennero passati a fil di spada dall'esercito siracusano.
Segue nell'azione il pentimento dei Messinesi che si rammaricarono, tra le altre cose, di aver cacciato gli esuli siracusani. Messina avrebbe voluto reagire al sopruso ma non lo fece, atterrita dalle ripercussioni che i Siracusani di Agatocle erano in grado di attuare.

### Nella versione di Polieno
Polieno di Macedonia fornisce una diversa versione dell'assedio e nonostante le incertezze cronologiche (dovute alle precedenti campagne agatoclee contro Messina) essa va con ogni probabilità collocata proprio nel 313-312 a.C.
Secondo Polieno, che sembra qui seguire una fonte favorevole ad Agatocle, le motivazioni che spinsero il dinasta a cingere nuovamente la polis furono dovute alle parole impertinenti di tale Megacle, un nemico acerrimo del tiranno, il quale aveva posto persino una taglia su Agatocle promettendo una grandissima ricompensa a chi lo avrebbe ucciso. Il tiranno siracusano risentito da ciò, decise di punire l'insolenza di Megacle andando a porre l'assedio alla polis e facendo dire ai messinesi che dovevano consegnargli quel cittadino e tutti gli esuli siracusani, altrimenti avrebbe posto in schiavitù tutta quanta la polis.
Megacle con le sue parole riuscì infine a convincere Agatocle a togliere l'assedio e a cercare di perdonare i suoi discorsi, cercando di capire le ragioni dei Messinesi. Nella versione di Polieno ci si concentra sullo stratagemma e viene esaltata la figura di Agatcole, mentre il reale scopo dell'assedio sembra finire in secondo piano: qui viene piuttosto presentato un Agatocle sorridente che infine perdona con magnanimità i suoi nemici.